# Charles Vance Millar
Charles Vance Millar (* 1853 in Aylmer, Ontario; † 31. Oktober 1926 in Toronto) war ein kanadischer Anwalt und Unternehmer. Besondere Bekanntheit erlangte er durch sein Testament, in dem er einen Großteil seines Vermögens der Frau aus Toronto versprach, die innerhalb von zehn Jahren die meisten Kinder zur Welt brachte. Dies führte zum sogenannten Grand Stork Derby (Großen Storchen-Derby), bei dem zahlreiche Frauen versuchten, durch das Gebären vieler Kinder Millars Erbe zu erhalten.

## Leben
Millar war das einzige Kind eines reichen Farmers, der in der Nähe des Ortes Aylmer im kanadischen Bundesstaat Ontario lebte. Seine Mutter bestand auf einer Hochschulbildung und so schrieb er sich in der University of Toronto ein. Da er von seinem Vater nur die nötigste finanzielle Unterstützung erhielt, hatte er kein Geld für studentische Aktivitäten und konzentrierte sich stattdessen auf sein Studium, das er 1878 mit Bestnoten abschloss. Danach besuchte er eine juristische Fakultät. Nach dem Abschluss arbeitete er als Anwalt für Gesellschafts- und Vertragsrecht in Toronto. Dabei setzte er sich auch für die Rechte der Unterprivilegierten ein. Den größten Teil seines Vermögens machte er jedoch mit Immobilien und Anlagegeschäften. So investierte er unter anderem 1897 in ein Transportunternehmen, das auch das Postwesen im Cariboo-Gebiet um die Cariboo Mountains betrieb. Außerdem erwarb er im Jahr 1905 Anteile an einer Silbermine in Cobalt, die nach der Entdeckung eines großen Silbervorkommens zu einem einträglichen Geschäft wurde.
Millar blieb unverheiratet und kinderlos und lebte viele Jahre in einem Hotelzimmer, bis er seiner verwitweten Mutter ein Haus baute. Dort lebte er bis zu ihrem Tod mit ihr zusammen. Er starb am 31. Oktober 1926 auf den Treppenstufen seiner Kanzlei an einem Herzinfarkt.

## Das Testament
Millars Testament, das der Hauptgrund für seine Bekanntheit ist, enthielt einige sehr ungewöhnliche Passagen. Diese Ungewöhnlichkeit verdeutlichte Millar bereits in der Einleitung.

“This Will is necessarily uncommon and capricious because I have no dependents or near relations and no duty rests upon me to leave any property at my death and what I do leave is proof of my folly in gathering and retaining more than I required in my lifetime.”

„Dieser Wille ist durchaus ungewöhnlich und kapriziös, denn ich habe keine Angehörigen oder engere Beziehungen und habe keine Verpflichtungen, etwas nach meinem Tod zu hinterlassen, und was ich hinterlasse, ist ein Beweis für meine Torheit, mehr zu sammeln und zu behalten, als ich während meines Lebens benötigte.“

So vermachte er ein Ferienhaus in Kingston auf Jamaika drei Anwaltskollegen, die sich nicht leiden konnten. Sollte einer der drei seinen Anteil am Haus verkaufen, sollte der Erlös unter die Armen von Kingston verteilt werden. Später stellte sich jedoch heraus, dass Millar das Haus bereits vor seinem Tod verkauft hatte. Protestantischen Priestern und Mitgliedern des Oranier-Ordens, die sich für die Prohibition einsetzten, vererbte er Anteile an einer katholischen Brauerei. Auch hier stellte sich später heraus, dass Millar diese Anteile gar nicht besaß. Anteile an zwei Pferderennbahnen vermachte er ebenfalls unter anderem an Priester, die Gegner von Pferdewetten waren.
Am bekanntesten ist jedoch der zehnte Absatz in Millars Testament.

“All the rest and residue of my property wheresoever situate I give, devise and bequeath unto my Executors and Trustees named below in Trust to convert into money as they deem advisable and invest all the money until the expiration of nine years from my death and then call in and convert it all into money and at the expiration of ten years from my death to give it and its accumulations to the Mother who has since my death given birth in Toronto to the greatest number of children as shown by the Registrations under the Vital Statistics Act. If one or more mothers have equal highest number of registrations under the said Act to divide the said moneys and accumulations equally between them.”

„Den gesamten Rest meines Eigentums, wo auch immer untergebracht, übergebe ich treuhänderisch meinen unten genannten Bevollmächtigten und Treuhändern, damit sie es zu Geld machen und bis zum Ablauf von neun Jahren nach meinem Tod nach ihrem eigenen Ermessen investieren. Danach sollen sie alles zu Geld machen und es zusammen mit den Zinsen nach Ablauf von zehn Jahren nach meinem Tod der Mutter geben, die seit meinem Tod in Toronto die meisten Kinder zur Welt gebracht hat. Der Nachweis darüber muss über die Registrierung unter dem Vital Statistics Act erfolgen. Wenn eine oder mehr Mütter die gleiche Anzahl von Registierungen unter dem genannten Act haben, sollen das genannte Geld und die Zinsen unter ihnen gleichmäßig aufgeteilt werden.“

Über Millars Motivation für sein Testament und vor allem den zehnten Absatz gibt es verschiedene Angaben. Oft wird Millar als Mann mit einem besonderen Humor dargestellt, der in seinem Testament seinen letzten Streich gesehen hätte. Laut dem Toronto Daily Star soll er kurz vor seinem Tod zu einem Freund gesagt haben, dass er für die nächsten zehn Jahre den Sex zum populärsten Sport in Kanada machen wolle. Entfernte Verwandte ließen bei der Anfechtung des Testaments vor Gericht verbreiten, dass er die Menschen für heuchlerisch und falsch gehalten habe. Andere Quellen berichten, er habe Hochachtung vor Frauen gehabt und sei der Meinung gewesen, sie würden schlecht behandelt. Vor allem ärmere Frauen würden aus seiner Sicht aufgrund des Verbots der Geburtenkontrolle dazu gezwungen, ungewollte Kinder zu gebären, die sie nicht ernähren könnten. Mit dem Wettbewerb habe er eine Reform dieses Systems anstoßen wollen.

## Das große Storchen-Derby
Der zehnte Absatz von Millars Testament sorgte für einen Wettbewerb, der als The Great Stork Derby (Das große Storchen-Derby) bekannt wurde. Der Begriff bezieht sich auf die Sage, der Storch brächte die Kinder, und geht auf den Toronto Daily Star zurück. Dieser berichtete neben anderen kanadischen und US-amerikanischen Zeitungen umfangreich über den Stand des Wettbewerbs und hatte auch Exklusivverträge mit den teilnehmenden Müttern abgeschlossen.
Der Wettbewerb fiel in die Zeit der Great Depression, die sich auch auf Kanada und Toronto auswirkte. So war 1933 ein Drittel der Bewohner Torontos arbeitslos. Zudem waren die Löhne um etwa 50 % gefallen. Millars Vermögen war davon jedoch nicht betroffen und stattdessen angestiegen. Die Angaben liegen zwischen 500.000 und 750.000 Kanadischen Dollar. Das entsprach im Jahr 2017 zwischen sechs und neun Millionen Euro. Grund dafür waren vor allem seine Anteile am Bau des Detroit-Windsor Tunnel, die nach seiner Eröffnung im Jahr 1930 deutlich an Wert gewannen.
Entfernte Cousins Millars aus den USA versuchten, den Absatz zehn für ungültig zu erklären und damit ihren Erbanspruch zu sichern. Das wurde aber im Mai 1930 von einem Gericht abgewiesen, da sie nicht die nächsten Verwandten Millars waren. Dies war eine Frau aus Kalifornien, die ein Jahr nach Millar verstorben war. Ihr Testamentsvollstrecker versuchte ebenfalls, das Testament Millars anzufechten, zog die Anfechtung aber zurück, als Millars Treuhänder eine Kaution für seine Gerichtskosten verlangten.
Auch die Politik versuchte, Millars Testament anzufechten. So brachte im März 1932 William H. Price ein Gesetz in das Parlament von Ontario ein, das den Nachlass Millars der University of Toronto zuschlagen sollte, die ihn unter anderem für Stipendien verwenden sollte. Dies rief jedoch großen Protest in der Bevölkerung hervor. So sollen Price bis zu 14.000 Protestbriefe erreicht haben. Daraufhin wurde das Gesetzesvorhaben zurückgezogen.
Im November 1936 wurde der zehnte Absatz von einem kanadischen Gericht für gültig erklärt. Allerdings wurde festgelegt, dass nur eheliche Kinder berücksichtigt werden. Diese Entscheidung wurde am 22. Dezember 1937 letztinstanzlich vom Obersten Gerichtshof von Kanada bestätigt. Am Ende gewannen vier Frauen, Isobel MacLean, Kathleen Nagle, Annie Smith sowie Lucy Timleck, den Wettbewerb. Sie hatten jeweils neun legitime Kinder im fraglichen Zeitraum zur Welt gebracht und erhielten jeweils 125.000 Kanadische Dollar. Das entsprach 2017 etwa dem Wert von 1,5 Millionen Euro. Zwei weitere Frauen erhielten jeweils 12.500 Dollar unter der Bedingung, nicht gerichtlich gegen die Entscheidung vorzugehen. Die beiden hatten 14 bzw. 10 Kinder zur Welt gebracht, von denen jedoch einige aus verschiedenen Gründen nicht anerkannt wurden.

## Rezeption
In Anlehnung an das Große Storchen-Derby schlug 1938 ein Mitglied des Parlaments des australischen Bundesstaats New South Wales vor, auch dort einen solchen Wettbewerb zu veranstalten, um die fallende Geburtenrate zu verbessern. Vermutlich ebenfalls inspiriert vom Großen Storchen-Derby verfügte der frühere Bürgermeister von Toronto Thomas Foster in seinem Testament, dass nach seinem Tod vier weitere zehnjährige „Wettbewerbe“ um die fruchtbarste Mutter stattfinden sollten, die 1945, 1948, 1951 und 1954 starteten. Dabei erhielten bei jedem der Wettbewerbe die drei Mütter aus Toronto mit den meisten Kindern insgesamt 2500 Dollar.
Mark M. Orkin veröffentlichte 1981 sein Buch The Great Stork Derby. 2002 wurde der kanadische Fernsehfilm The Stork Derby veröffentlicht, bei dem unter anderem Megan Follows mitspielt. Der Film beruht auf der Masterarbeit Bearing The Burden: The Great Toronto Stork Derby 1926–1938 von Elizabeth Wilton, die diese 1994 an der Dalhousie University eingereicht hatte.
2016 produzierte eine Brauerei aus Toronto ein Stork Derby Stout.